# 劉源清 (順治己丑進士)
劉源清，山東省萊州府高密縣（今山東省高密縣）人，清朝政治人物、進士出身。
清朝順治六年，劉源清登進士，后官至江南徽州府歙縣知縣。